# Jemanlići
Jemanlići är en ort i Bosnien och Hercegovina.   Den ligger i entiteten Federationen Bosnien och Hercegovina, i den centrala delen av landet, 80 km väster om huvudstaden Sarajevo. Jemanlići ligger 655 meter över havet och antalet invånare är 220.
Terrängen runt Jemanlići är kuperad. Närmaste större samhälle är Bugojno, 8,7 km söder om Jemanlići. 
Omgivningarna runt Jemanlići är en mosaik av jordbruksmark och naturlig växtlighet. Runt Jemanlići är det ganska tätbefolkat, med 93 invånare per kvadratkilometer.